# Några här, några där
Några här, några där är ett studioalbum av Jan Hammarlund och Kjerstin Norén, utgivet 1981 av skivbolaget Amalthea (skivnummer AM 17). På skivan sjunger man sånger av Il nuovo canzoniere Italiano.

## Låtlista
A
1. "Nu är stunden kommen" – 5:30
2. "Du minns Gioan" – 3:05
3. "Jag vet att en dag" – 4:30
4. "Min katt" – 3:16
5. "Balladen om Ardizzone" – 2:33
6. "I Zürich" – 2:40

B
1. "Tågen till Reggio Kalabrien"  – 4:38
2. "Varför ser du så lessen ut?" – 4:18
3. "Unità-festivalen" – 2:56
4. "I Costabona" – 3:20
5. "Berget" – 2:48
6. "Daffinis begravning" – 4:08

## Medverkande
- Ale Möller – bouzouki, dragspel, gitarr, flugelhorn
- Berit Persson – tal
- Dan Gisen Malmquist – klarinetter
- Eva Lagerheim – sång
- Fred Lane – concertina
- Gitte Bruun – sång
- Ingrid Strömdahl – sång
- Jan Hammarlund – gitarr, sång
- Kicki Hammarlund – sång
- Kjell Westling – bombarde
- Kjerstin Norén – sång
- Lena Ekman – dragspel, sång
- Maria Fridh – tal
- Marie Larsdotter – sång
- Niels Hofman – bas
- Sten Källman – sax, flöjt
- Stig Petersen – dragspel
- Vibeke Masquardsen – ång

### Fotnoter
1. ↑  ”Några här, några där”. Progg.se. Arkiverad från originalet den 19 augusti 2010. https://web.archive.org/web/20100819131416/http://www.progg.se/band.asp?ID=17&skiva=1137. Läst 31 augusti 2012.